# Vaste lasten
Vaste lasten zijn kostenposten van een individu of onderneming of organisatie die steeds in dezelfde termijn terugkeren.

## Soorten vaste lasten
Voor een individu zijn vaste lasten verzekeringspremies en bijvoorbeeld de hypotheek of de huur van een huis. Ook de kosten voor gas, water en elektriciteit worden gerekend tot de vaste lasten.
Voor ondernemingen tellen personeelskosten ook als vaste lasten. Dit zijn bijvoorbeeld de kosten voor het salaris en het pensioen.
Voor een organisatie of vereniging gelden grofweg gezien dezelfde kostenposten die ook voor een onderneming gelden.

## Betaling
Om als consument de vaste lasten te kunnen financieren wordt soms de 50-30-20-regel als vuistregel genomen, wat inhoudt dat 50% van het salaris voor de vaste lasten wordt gereserveerd.
Mensen die moeite hebben met het betalen van de vaste lasten kunnen een schuldhulpverlening krijgen. Gemeenten zijn verplicht dat aan te bieden. In de eerste helft van 2023 kampte 3,8 op de 1000 Nederlanders met een betalingsachterstand.